# Петропавлівський собор (Сан-Паулу)
Петропавлівський собор (також Православний митрополичий собор, порт. Catedral Metropolitana Ortodoxa або грецький православний собор Сан-Паулу, порт. Catedral Grega Ortodoxa de São Paulo) — кафедральний собор Сан-Паульської та Бразильської митрополії Антіохійської православної церкви, розташований в районі Віла-Маріана  міста Сан-Паулу, Бразилія. Побудований у візантійському стилі.

## Історія
У 1939 куплена ділянка землі в Сан-Паулу на вулиці Vergueiro, в районі Paraíso, для будівництва на ньому найбільшого православного храму в Південній Америці. Собор вирішено було присвятити апостолу Павлу як святому покровителю міста Сан-Паулу.
Проект розроблений архітекторами Франсіска Гальван Буено (Francisca Galvão Bueno) та Ігор Володимирович Срезневський (Igor Sresnewsky)  для Технічного офісу Полем Тофіком Камасмі (Paul Taufick Camasmie). Спочатку планувалося, що собор стане точним відтворенням собору Святої Софії в Константинополі, але потім проект було змінено. Однією з відмінних архітектурних рис цієї будівлі став іконостас, виготовлений з мармуру, а не дерева.
Собор відкрито у січні 1954  під час святкування 400-річчя міста Сан-Паулу.
У 1958 Патріарх Ілля IV здійснив велике освячення собору.
У 2000-2004 проведено реставрацію собору, яка включала гідроізоляцію стелі, зміцнення структури, та відновлення фасаду з використанням тих же матеріалів і квітів, які застосовувалися під час його будівництва. Куполи також були вкриті сусальним золотом, були встановлені прожектори всередині вежі, відновлено передзвон. Було замінено люстри та світильники, проведено ремонт стін, дверей та воріт, проведено реставрацію, ікони та фрески, здійснену іконописцем із Сирії Ханнаном Хулі (Hannan Houli).
28 жовтня 2008 в соборі в рамках днів Росії в Південній Америці в соборі звершили Божественну літургію митрополит Східно-Американський і Нью-Йоркський Іларіон (Капрал), митрополит Сан-Паулу та всієї Бразилії Дамаскін (Антіохійський Південноамериканський Патріархат), митрополит Платон (Удовенко), архієпископ Хустський та Виноградівський Марк (Петрівці), архієпископ Рязанський та Касимовський Павло (Пономарьов), єпископ Домодєдовський Євтихій (Курочкін), єпископ Каракаський Іоанн (Берзінь). За богослужінням співав Хор Московського стрітенського монастиря.